# Prieuré de Belval
Le prieuré de Belval est une ancienne dépendance de l'Ordre de Saint-Benoît pour hommes en vallée de la Moselle sur la commune de Portieux (département des Vosges), en France.

## Localisation
Situé à l'est de Portieux au hameau de Belval qui a ainsi retenu son nom, il est accessible par le sud depuis la route départementale 87 qui longe le Rochon, affluent en rive droite de la Moselle.

## Histoire
En hommage au moine Hugues de l'abbaye Saint-Hydulphe de Moyenmoutier venu en 1097 en ce lieu vivre en ermite, le prieuré est fondé en 1107 par Gérard Ier de Vaudémont, fils cadet du duc Gérard Ier de Lorraine, et prévu pour la sépulture de son fondateur et de son épouse, laquelle fut transférée à l'abbaye Saint-Léopold de Nancy en 1718.
Le corps de saint Spinule, ou saint Spin ainsi dénommé localement, est transféré en 1104 dans l'église du prieuré de Belval, transfert obtenu par l'appui de Gérard de Vaudémont. Belval devient alors un nouveau centre de pèlerinage où, selon Jean de Bayon, « des miracles innombrables éclatèrent à son intercession ». Après la destruction du prieuré à la Révolution, les reliques de saint Spin sont conservées dans une châsse en bois doré dans l'église de l'Exaltation de la Sainte-Croix de Portieux.
Le prieuré était une nécropole des comtes de Vaudémont mais aussi pour Thiébaut X de Neufchâtel-Bourgogne (1438-1462), fils de Thiébaut IX de Neufchâtel, capitaine et seigneur d'Héricourt, maréchal de Bourgogne.
Le 29 décembre 1616, le pape Paul V supprime le prieuré rallié à la congrégation bénédictine de Saint-Vanne. Les religieux se rendent alors à l'abbaye Saint-Léopold de Nancy de même obédience. Un prêtre resta pour desservir le pèlerinage de saint Spinule et la paroisse de Portieux.
Des édifices de Belval sont devenus un lieu de vie pour adultes handicapés.

## Description
Quelques vestiges relevant du domaine privé sont visibles au village, notamment la base d'une tour ronde, deux fenêtres romanes de la chapelle et une élégante façade de style classique.

## Mobilier
Deux chapiteaux sculptés et une statue de Saint-Fiacre en bois peint issus du prieuré de Belval sont classés depuis le 15 janvier 1965 au titre de la base Palissy.